# سالت ریور، آریزونا
سالت ریور (به انگلیسی: Salt River) یک منطقهٔ مسکونی در ایالات متحده آمریکا است که در آریزونا واقع شده است. سالت ریور ۳۷۲ متر بالاتر از سطح دریا واقع شده است.